# Вирак (провинция Катандуанес)
Вирак — муниципалитет (1-го класса) в провинции Катандуанес на Филиппинах. Это столица муниципалитета провинции и третий по величине город с площадью в 188 км². По данным переписи 2015 года, он имеет население 73 650 жителя.
98 % жителей муниципалитета — католики.
В настоящее время это он входит в отдельную епархию Катандуанес во главе с епископом Маноло Делос Сантос.
8 декабря — Национальный праздник (День Непорочного Зачатия).

## Физико-географическая характеристика
Координаты муниципалитета Вирак — примерно 13,6 градуса северной широты и 124,3 градуса восточной долготы. Он занимает южную оконечность острова провинции. Общая площадь его территории — 18,778.4 га. 49,84 % этой территории занимают лесные угодья (9,419.25 га).
Почти половина площади разнородна, здесь перемежается гористый рельеф и холмистый, и в то же время часть площади занята равнинами и болотистыми местностями, местами встречаются скалистые утёсы и выступающии скалами.
Город на востоке и юге омывается Тихим океаном, на севере граничит с высоким горным хребтом Сан-Мигель, и на западе соседствует с покатой холмистой местностью Сан-Андрес .

### Климат
В Вираке климат типа II, то естьздесь нет сухого сезона, среднее количество осадков составляет 2500-3000 мм / год.
Вирак и вся провинция Катандуанес подвержена действию тайфунов с июля по октябрь, так как располагается в середине пояса тайфунов. По этой причине здесь всегда были затруднения для развития сельского хозяйства.

## Экономика
Экономика Вирака поддерживается прежде всего сельским хозяйством — выращиванием риса, кукурузы, бананов и корнеплодов. Производство копры и абаки также обеспечивает дополнительный доход. Рыболовство также является важной отраслью, а также в провинции имеются полезные ископаемые и лесные ресурсы. В последнее время со стороны правительства находят поддержку некоторые домашние виды сельского хозяйства, с целью развития частного сектора.
Ресурсы Вирака потенциальны, в перспективе здесь могут быть развиты как лесная промышленность, так и добыча полезных ископаемых. Муниципалитет богат такими минералами, как уголь, медь, марганец, фосфаты и цемент. Но её реальное богатство заключается в человеческих ресурсах, считается, что население муниципалитета наиболее грамотное среди населения провинции.

### Транспорт
Вирак обеспечен авиационным транспортом. Из наземного транспорта функционируют автобусы. Автобусное сообщение существует между Вираком и Манилой, также и ходят и местные автобусы. Используются и трёхколесные велосипеды. Работают велорикши.
Морской транспорт связывает Вирак с соседними провинциями. Основные порты — Табако и Сан-Андрес.

## Туризм
Вирак перспективен в плане туризма, но эти возможности ещё не использованы. Здесь есть и безупречные белые пляжи, удобные бухты, коралловые рифы.
Пляжные курорты: Мамангал-Бич, Джонни-Бич, Монте-Карло-Инн (гостиница и курорт), Амения-Бич-Ризорт, Эриксон-Рисорт, Монте-Сьело.
В муниципалитете есть несколько пещер, Буйо, Варгас, Марилима и Талисай. Они вполне привлекательны для спелеологов.

## Исторический очерк

### Ранний период
Цивилизация впервые коснулась острова Катандуанес в тринадцатом веке, с приходом отпрысков десяти вождей с Борнео. К середине четырнадцатого века организованные общины были расселены уже по всей территории нынешней провинции Катандуанес, как следствие бурного развития Юго-Восточной части Лусона, инициированное малайскими поселенцами.
Вирак, столица провинции, начал свою примитивную летопись в пред-испанские времена, когда вождь племени Лумибао, отпрыск Дату Думакиля, поселился в этих местах.
Этимология названия Вирак связана со словом 'видак', по другой версии, это искажённое испанцами слово burac, что означает «цветок».

### Период испанского господства
Испанские галеоны в воды Катандуанеса появились в 1573 году. Во главе был Хуан де Сальседо. Его целью было поймать и наказать пиратов, которые препятствовали испанцам в районе Катандуанеса, Сорсогона и Южного Камаринеса. Один из его галеонов вернулся через несколько недель — на этот раз его миссией было распространение католической веры.
Легенда рассказывает, что испанцы, отыскав дом вождя, сначала не могли подойти в к дому из-за наличия там огромной злой собаки и нескольких охранников с копьями. Затем вождю было предложено в подарок несколько серебряных монет, но подарок был отклонён, так как у вождя было довольно много золота. Тогда испанцы предложили в подарок сахар. Вкус сахара понравился туземцам, и между ними и испанскими конкистадорами началась дружба.
Вскоре после первой встречи испанцы начали распространять идеи христианства. Лумибао был крещён как Хосе, а Мильбикан, его жена, как Мария. Их сын, который жил на берегу Macacao, был обращён в христианство с именем Мариано.
Очень жаль, что записи о христианизации Вирака были потеряны из-за вандализма в морской истории. Города стал считаться столицей, согласно точным записям, только с 1755 г.
Катандуанес не был избавлен от набегов пиратов моро и разных приключений.